# 大川真輝
大川 真輝（おおかわ まさき、1993年〈平成5年〉5月12日 - ）は、日本の宗教家。元幸福の科学理事。
東京都出身。早稲田大学文化構想学部卒業。父は幸福の科学総裁の大川隆法。母は幸福実現党党首を務めた大川きょう子。

## 経歴
東京都出身。幸福の科学の総裁である大川隆法とその前妻である大川きょう子の次男として生まれる。白金小学校、開成中学校、開成高等学校を卒業し、早稲田大学文化構想学部へ進学、卒業する。
幸福の科学では理事を務めるほか、同宗教の専務理事・総裁室長代理などを歴任。また2016年（平成28年）7月7日に幸福の科学で宗務本部総裁室チーフを務めていた佐藤瑞保と結婚し、2021年（令和3年）に離婚する。

## 著書
- 『大川真輝の「幸福の科学 大学シリーズ」の学び方』（2014年10月4日、幸福の科学出版）
- 『僕らの宗教、僕らの大学 (上)』（2014年11月13日、幸福の科学出版）
- 『僕らの宗教、僕らの大学 (下)』（2014年11月13日、幸福の科学出版）
- 『大川隆法名言集 「創造的」になりたい“あなた"へ123の金言』（2015年1月30日、幸福の科学出版）
- 『大川隆法名言集 大川隆法の“愛の概念"入門』（2015年2月6日、幸福の科学出版）
- 『大川隆法名言集 「リーダー」になりたい“あなた"へ130の鉄則』（2015年2月14日、幸福の科学出版）
- 『大川隆法名言集 大川隆法の“霊言”入門』（2015年4月2日、幸福の科学出版）
- 『大川隆法名言集 「革命家」になりたい“あなた"へ100の極意』（2015年3月14日、幸福の科学出版）
- 『大川隆法の“大東亜戦争"論 [上]』（2015年8月1日、幸福の科学出版）
- 『僕らが出会った真実の歴史』（2015年9月5日、幸福の科学出版）
- 『大川隆法名言集 大川隆法の“発展の概念"入門』（2015年2月28日、幸福の科学出版）
- 『父が息子に語る「宗教現象学入門」』（2015年9月9日、大川隆法、幸福の科学出版）
- 『ここを読むべき! 大川隆法著作ガイド 2015年4月～9月』（2015年11月5日、幸福の科学出版）
- 『大川隆法の“大東亜戦争"論 [中]』（2015年12月1日、幸福の科学出版）
- 『大川隆法の“大東亜戦争"論 [下]』（2016年1月8日、幸福の科学出版）
- 『正しき革命の実現』（2016年6月10日、幸福の科学出版）
- 『政治と宗教を貫く』（2016年6月22日、幸福の科学出版）